# Fukou, Yongtai
Fukou (kinesiska: 洑口) är en socken i sydöstra Kina. Den ligger i Yongtai härad i provinshuvudstaden Fuzhou i provinsen Fujian, omkring 91 kilometer sydväst om centrala Fuzhou. Antalet invånare är 7 845. Befolkningen består av 3 799 kvinnor och 4 046 män. Barn under 15 år utgör 14,0 %, vuxna 15-64 år 75 %, och äldre över 65 år 10,0 %.